# Witold Graboś
Witold Graboś (ur. 15 lipca 1952 w Strzyżowie) – polski polityk, urzędnik państwowy, senator III kadencji, członek KRRiT (2010–2016).

## Życiorys
Ukończył w 1976 studia na Wydziale Filologii Polskiej Uniwersytetu Marii Curie-Skłodowskiej w Lublinie. Od 1979 do rozwiązania należał do PZPR, później był członkiem Socjaldemokracji Rzeczypospolitej Polskiej. Od 1977 do 1980 pracował jako nauczyciel. Następnie do 1993 był dziennikarzem kolejno „Tygodnika Chełmskiego”, „Chłopskiej Drogi” i „Express Faktów”.
W latach 1993–1997 sprawował mandat senatora III kadencji, wybranego z listy Sojuszu Lewicy Demokratycznej w województwie chełmskim. Od 1995 do 2001 zasiadał w Krajowej Rady Radiofonii i Telewizji, pełniąc przez rok funkcję wiceprzewodniczącego. W latach 2002–2006 zajmował stanowisko prezesa Urzędu Regulacji Telekomunikacji i Poczty.
4 sierpnia 2010 został wybrany przez Sejm na członka Krajowej Rady Radiofonii i Telewizji, a 21 września tego samego roku ponownie objął funkcję wiceprzewodniczącego tej rady.
Odznaczony Krzyżem Kawalerskim Orderu Odrodzenia Polski (2000) oraz Srebrnym Krzyżem Zasługi (1997).